# Callaeum johnsonii
Callaeum johnsonii är en tvåhjärtbladig växtart som beskrevs av W.R.Anderson. Callaeum johnsonii ingår i släktet Callaeum och familjen Malpighiaceae. Inga underarter finns listade i Catalogue of Life.